# UFC1
UFC1 (англ. Ubiquitin-fold modifier conjugating enzyme 1) – білок, який кодується однойменним геном, розташованим у людей на 1-й хромосомі. Довжина поліпептидного ланцюга білка становить 167 амінокислот, а молекулярна маса — 19 458.
| 10         |  | 20         |  | 30         |  | 40         |  | 50         |
| ---------- |  | ---------- |  | ---------- |  | ---------- |  | ---------- |
| MADEATRRVV |  | SEIPVLKTNA |  | GPRDRELWVQ |  | RLKEEYQSLI |  | RYVENNKNAD |
| NDWFRLESNK |  | EGTRWFGKCW |  | YIHDLLKYEF |  | DIEFDIPITY |  | PTTAPEIAVP |
| ELDGKTAKMY |  | RGGKICLTDH |  | FKPLWARNVP |  | KFGLAHLMAL |  | GLGPWLAVEI |
| PDLIQKGVIQ |  | HKEKCNQ    |  |            |  |            |  |            |

A: Аланін

C: Цистеїн

D: Аспарагінова кислота

E: Глутамінова кислота

F: Фенілаланін

G: Гліцин

H: Гістидин

I: Ізолейцин

K: Лізин

L: Лейцин

M: Метіонін

N: Аспарагін

P: Пролін

Q: Глутамін

R: Аргінін

S: Серин

T: Треонін

V: Валін

W: Триптофан

Задіяний у такому біологічному процесі, як убіквітинування білків. 